# Sundsjögyl
Sundsjögyl är en sjö i Karlshamns kommun i Blekinge och ingår i Bräkneån-Mieåns kustområde. Sjön är 4,3 meter djup, har en yta på 0,0061 kvadratkilometer och befinner sig 90 meter över havet.